# Gaurotes fairmairei
Gaurotes fairmairei là một loài bọ cánh cứng trong họ Cerambycidae.